# Victor Whitsey
Hubert Victor Whitsey (* 21. November 1916; † 25. Dezember 1987) war ein britischer anglikanischer Bischof. Er war von 1974 bis 1981 Bischof von Chester.
Nach seiner Ausbildung war er Vikar (Curate) in Chorley in der Grafschaft Lancashire. Danach war er Pfarrer (Vicar) in Farington. 1971 wurde er als „Bischof von Hertford“ Suffraganbischof in der Diözese St Albans. 1974 wurde er Bischof der Diözese Chester. Als solcher war er von 1978 bis 1981 zudem als geistlicher Lord Mitglied des House of Lords.
| Vorgänger          | Amt                            | Nachfolger      |
| ------------------ | ------------------------------ | --------------- |
| John Albert Trillo | Bischof von Hertford 1971–1974 | Peter Mumford   |
| Gerald Ellison     | Bischof von Chester 1974–1981  | Michael Baughen |

| Personendaten    | Personendaten          |
| ---------------- | ---------------------- |
| NAME             | Whitsey, Victor        |
| ALTERNATIVNAMEN  | Whitsey, Hubert Victor |
| KURZBESCHREIBUNG | anglikanischer Bischof |
| GEBURTSDATUM     | 21. November 1916      |
| STERBEDATUM      | 25. Dezember 1987      |